# Voŭčyn
Voŭčyn (in bielorusso Воўчын?; in polacco Wołczyn; in russo Волчин?, Volčin) è un villaggio della Bielorussia. Il comune fa parte del distretto di Kamjanec, nella regione di Brėst.

## Geografia fisica
Il paese si trova a breve distanza dal confine con la Polonia verso Biała Podlaska, presso le rive del fiume Bug. Tra le città più vicine vi sono Vysokae, Brėst e Terespol (quest'ultima in Polonia).

## Storia
Agli inizi del XVII secolo, vi fu costruito un palazzo residenziale dal principe Michał Fryderyk Czartoryski. Esso appartenne alle famiglie nobili dei Czartoryski e dei Poniatowski. Tutto ciò che ne rimane oggigiorno sono le rovine della cappella della Santissima Trinità (1729), che fu utilizzata, ai tempi dell'Unione Sovietica come deposito per fertilizzanti.
Nel 1938, le spoglie di Stanisław August Poniatowski furono traslate dalla cappella della Santissima Trinità alla chiesa di Santa Caterina a San Pietroburgo. La sua tomba venne smantellata e distrutta quando la città fu annessa all'Unione Sovietica, nel settembre del 1939.
Nel 1995, i resti del Re furono trasferiti alla cattedrale di San Giovanni Battista, a Varsavia.